# چهل و یکمین دوره جوایز هنری بکسانگ
مراسم چهل و یکمین دوره جوایز هنری بکسانگ (کره‌ای: 제41회 백상예술대상؛ انگلیسی: 41st Baeksang Arts Awards) در ۲۰ مه ۲۰۰۵ در Little Angels Performing Arts Center، سئول، کره جنوبی برگزار شد. این مراسم توسط آی‌اس پلاس کورپوریشن ارائه شده و از اس‌بی‌اس پخش شد. میزبانان مراسم کمدین پارک سو هونگ و گوینده لی هه سونگ بودند.

## نامزدها و برندگان
فهرست کامل نامزدها و برندگان:
(برندگان به صورت پررنگ مشخص شده‌اند)

### فیلم
| جایزه بزرگ                                                                                                | بهترین فیلم                                                                                   |
| --- | --------------------------------------------------------------------------------------------- |
| - ماراتون                                                                                                 | - The President's Last Bang - خانه خالی - ماراتون                                             |
| بهترین کارگردان                                                                                           | بهترین کارگردان تازه‌کار                                                                       |
| - پارک هونگ شیک - مادر من، پری دریایی - ایم سانگ سو - The President's Last Bang - کیم کی-دوک - خانه خالی  | - کیم سو هیون - So Cute - جونگ یون چول - ماراتون - نو دونگ سوک - My Generation                |
| بهترین بازیگر مرد                                                                                         | بهترین بازیگر زن                                                                              |
| - چو سونگ وو - ماراتون - بک یون شیک - The President's Last Bang - هان سوک-کیو - The President's Last Bang | - کیم هه-سو - Hypnotized - جون دو یون - مادر من، پری دریایی - لی اون جو - داغ ننگ             |
| بهترین بازیگر تازه‌کار مرد                                                                                 | بهترین بازیگر تازه‌کار زن                                                                      |
| - یون که-سانگ - Flying Boys - جه هی - خانه خالی - پارک سون وو - So Cute                                   | - سو ئه - A Family - کیم جی-سو - This Charming Girl - لی سه یونگ - Lovely Rivals              |
| بهترین فیلم‌نامه                                                                                           | محبوب‌ترین بازیگر مرد                                                                          |
| - جونگ‌یونگ چول - ماراتون - ایم سانگ سو - The President's Last Bang - جانگ جین - Someone Special           | - گانگ دونگ-وون - 'Duelist - کیم ره-وون - عروس کوچک من - لی دونگ گون - My Boyfriend Is Type B |

### تلویزیون
| جایزه بزرگ | جایزه بزرگ |
| --- | --- |
| - Lovers in Paris                                                                                               | |
| بهترین درام | بهترین کارگردان |
| - متاسفم، دوستت دارم - Bad Housewife - قوی باش گوم سون - دریاسالار جاوید یی سون شین - Ireland - Lovers in Paris | - لی سونگ جو - دریاسالار جاوید یی سون شین - لی هیونگ مین - دریاسالار جاوید یی سون شین - شین وو چول - Lovers in Paris |
| بهترین برنامه آموزشی                                                                                            | بهترین برنامه سرگرمی                                                                                                 |
| - The Conker Tree                                                                                               | - Hello Franceska - People Looking for a Laugh - Vitamin                                                             |
| بهترین بازیگر مرد                                                                                               | بهترین بازیگر زن |
| - سو جی سوب - متاسفم، دوستت دارم - کیم میونگ-مین - دریاسالار جاوید یی سون شین - پارک شین-یانگ - Lovers in Paris | - کیم جونگ اون - Lovers in Paris - گو هیون-جونگ - Spring Day - سونگ هه-کیو - خانه کامل                               |
| بهترین بازیگر تازه‌کار مرد                                                                                       | بهترین بازیگر تازه‌کار زن                                                                                             |
| - اریک مون - Super Rookie - هیون بین - Ireland - جه هی - دختر محبوب چون هیانگ                                   | - لی دا هه - Heaven's Fate - هان هه جین - قوی باش گوم سون - ایم سو-جونگ - متاسفم، دوستت دارم                         |
| بهترین کارگردان تازه‌کار                                                                                         | بهترین فیلم‌نامه |
| - کیم جین مان - Ireland - جی یونگ یو - Oh Feel Young - شین وو چول - Lovers in Paris                             | - کیم اون-سوک، کانگ اون جونگ - Lovers in Paris - این جونگ اوک - Ireland - لی کیونگ هی - متاسفم، دوستت دارم           |
| بهترین مجری ورایتی مرد                                                                                          | بهترین مجری ورایتی زن                                                                                                |
| - کالتو - People Looking for a Laugh - پارک سو هونگ - Sunday Sunday Night - یو جه سوک - Good Sunday             | - پارک هی جین - Hello Franceska - جونگ سون هی - Sunday 101% - پارک کیونگ لیم - Cute or Crazy                         |
| محبوب‌ترین بازیگر مرد                                                                                            | محبوب‌ترین بازیگر زن                                                                                                  |
| - جو این سونگ - Spring Day - اریک مون - Super Rookie                                                            | - کیم ته-هی - Love Story in Harvard                                                                                  |

### جوایز دیگر
- جایزه ویژه هالیو - چوی جی-وو